# 曹子里镇
曹子里镇，是中华人民共和国天津市武清区下辖的一个乡镇级行政单位。
2020年7月，全国爱卫会命名曹子里镇为2017-2019周期国家卫生乡镇。

## 建置沿革
2013年，天津市民政局批复同意撤销曹子里乡，设立曹子里镇。

## 行政区划
曹子里镇下辖以下地区：
拾棉庄村、六大庄村、六里庄村、大白马港村、小白马港村、邱庄村、大高口村、小高口村、东柳店村、上殷庄村、曹子里后街村、曹子里前街村、六小庄村、杨碱厂村、朱家码头村、陆掘河村、南掘河村、刘山庄村、西掘河村、北掘河村、掘河店村、东掘河村、掘河王庄村、西柳店村、蔡杨庄村、前台村、后台村、肖店村、郭家庄村、汊百户村、后苏庄村、前苏庄村和南齐庄村。